# Coptomiopsis
Coptomiopsis är ett släkte av skalbaggar. Coptomiopsis ingår i familjen Cetoniidae.
Kladogram enligt Catalogue of Life:
| Coptomiopsis | \| \| Coptomiopsis fimbriata \| \| \| \| \| \| Coptomiopsis razananae \| \| \| \| \| \| Coptomiopsis viossati \| \| \| \| |
|              | \| \| Coptomiopsis fimbriata \| \| \| \| \| \| Coptomiopsis razananae \| \| \| \| \| \| Coptomiopsis viossati \| \| \| \| |
|              | Coptomiopsis fimbriata |
|              | |
|              | Coptomiopsis razananae |
|              | |
|              | Coptomiopsis viossati |
|              | |